# Evangelický hřbitov v Miřetíně
Evangelický hřbitov v Miřetíně se nachází ve městě Proseč, v části Miřetín. Má rozlohu 319 m².
Hřbitov byl založen roku 1882. Hřbitov náležel českobratrskému sboru v Krouně, který jej roku 2016 daroval městu Proseč.
Na hřbitově se nachází kenotaf australského vojáka Lawrence Saywella (†1945).